# Yan Xishan
Yan Xishan o Yen Hsi-shan (阎锡山S, Yán XíshānP; Contea di Wutai, 8 ottobre 1883 – Taipei, 22 luglio 1960) è stato un generale, politico e signore della guerra cinese.
Prestò servizio nel governo della Repubblica di Cina e fu anche primo ministro tra il 1949 e il 1950 e ministro della Difesa nazionale nello stesso periodo. Controllò efficacemente la provincia dello Shanxi dalla rivoluzione Xinhai del 1911 alla fine della guerra civile con la vittoria comunista nel 1949. Come capo di una provincia relativamente piccola, povera e remota, rimase escluso dalle grandi macchinazioni dell'era di Yuan Shikai, del periodo dei signori della guerra, dell'era nazionalista, della seconda guerra sino-giapponese e della successiva parte finale della guerra civile, rimanendo saldo al potere fino a che gli eserciti nazionalisti a cui era affiliato non furono più in grado di tenere la Cina continentale, abbandonata ai comunisti, e lo costrinsero a fuggire insieme ai seguaci di Chiang Kai-shek verso l'Isola di Formosa (l'attuale Taiwan) dove morì. È considerato dai biografi occidentali come un'importante figura di transizione tra l'antico pensiero e tradizioni cinesi a cui era particolarmente legato e il bisogno di modernizzare l'esercito e il Paese in generale secondo gli schemi occidentali.

## Biografia

### Primi anni
Yan Xishan nacque nella Contea di Wutai, Xinzhou, nello Shanxi, nel 1883, durante la tarda dinastia Qing, da una famiglia di banchieri e commercianti da generazioni. Compiuti i primi studi secondo la tradizionale istruzione confuciana, filosofia che lo accompagnerà per tutta la vita, entrò a lavorare nella banca di suo padre. Dopo che l'impresa del padre fallì a seguito di una devastante crisi economica che colpì la Cina alla fine del XIX secolo, entrò in una scuola militare gratuita gestita e finanziata dal governo Qing a Taiyuan, la capitale della provincia. Qui egli studiò la matematica e la filosofia secondo i moderni schemi importati dall'Occidente. Nel 1904 si trasferì in Giappone per formarsi alla Tokyo Shinbu Gakko e in seguito all'Accademia dell'Esercito Imperiale Giapponese dove si graduò nel 1909.

### Esperienza in Giappone
Durante i cinque anni in cui Yan studiò in Giappone, egli rimase colpito dagli sforzi fatti dalla nazione nipponica per modernizzarsi. Osservò i progressi compiuti dai giapponesi (che i cinesi avevano precedentemente considerato poco sofisticati e arretrati) e cominciò a preoccuparsi delle conseguenze se la Cina fosse rimasta indietro rispetto al resto del mondo. Questa esperienza formativa Yan la citò in seguito come un periodo di grande ispirazione per i suoi successivi sforzi di modernizzazione dello Shanxi.
Yan arrivò alla conclusione che i giapponesi si erano modernizzati con successo in gran parte a causa delle capacità del governo di mobilitare la popolazione a sostegno delle campagne politiche e al rapporto stretto esistente tra i militari e la popolazione civile. Attribuì la sorprendente vittoria giapponese nella guerra russo-giapponese del 1905 alla mobilitazione entusiastica dell'opinione pubblica giapponese a sostegno dell'esercito. Dopo essere tornato in Cina nel 1910, scrisse un opuscolo che avvertiva la Cina che correva il pericolo di essere sorpassata dal Giappone a meno che non sviluppasse una forma locale di bushido.
Mentre stava ancora studiando in Giappone, Yan rimase disgustato dalla aperta corruzione dei funzionari Qing nello Shanxi e si convinse che l'impotenza relativa della Cina nel XIX secolo fosse il risultato dell'atteggiamento generalmente ostile della dinastia verso la modernizzazione e lo sviluppo industriale, e una politica estera grossolanamente inetta. In Giappone Yan incontrò Sun Yat-sen e si unì al suo Tongmenghui (Alleanza Rivoluzionaria), una società semi-segreta che si proponeva di rovesciare la dinastia Qing. Tentò anche di diffondere le idee di Sun organizzando una "Società del Sangue e del Ferro" inserita tra le file di studenti cinesi presso l'Accademia dell'Esercito Imperiale Giapponese. L'obiettivo di questo gruppo di studenti era organizzare una rivoluzione che avrebbe portato alla creazione di una Cina forte e unita, simile a come aveva fatto Otto von Bismarck con la Germania.

### Ritorno in Cina
Quando tornò in Cina nel 1909, gli fu assegnato dal governo Qing il comando della divisione del Nuovo Esercito dello Shanxi, ma segretamente lavorò a rovesciare il governo imperiale. Solo due anni dopo durante la rivoluzione Xinhai Yan prese il comando delle truppe rivoluzionarie locali contro i Qing. Giustificò le sue azioni accusando la dinastia di essere troppo incapace e decadente, in particolare contro l'aggressione estera e promettendo una vasta gamma di riforme per il popolo della provincia.

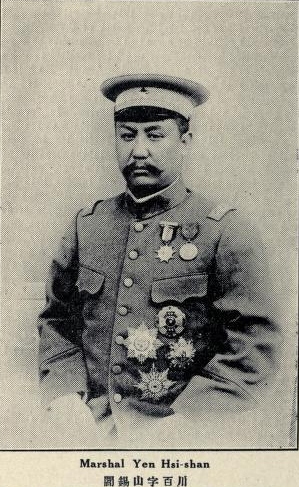
Yan Xishan nei primi anni '20, poco dopo aver preso il potere sullo Shanxi.

### Periodo dei signori della guerra
Quando Yuan Shikai s'insediò come presidente della Repubblica di Cina nel 1912, Yan se ne inimicò e allora Yuan guidò un esercito che invase lo Shanxi. Yan riuscì a sopravvivere solo ritirandosi verso nord e allineandosi con un gruppo di ribelli amici nel vicino Shaanxi. Sebbene fosse amico di Sun Yat-sen, Yan gli negò il sostegno nella "Seconda Rivoluzione" del 1913 e al contrario si ingraziò Yuan, il quale gli permise di tornare come governatore militare dello Shanxi. Nel 1917, poco dopo la morte di Yuan, Yan consolidò il suo potere sulla provincia come signore della guerra, governandovi senza contestazioni.
La sconfitta contro un signore della guerra rivale nel 1919 nello Henan lo convinse a rimanere fuori dalle varie guerre civili di quel periodo causate dall'instabile governo Beiyang, (nonostante fosse un membro dell'Esercito Beiyang e vicino a Duan Qirui) a causa della debolezza e arretratezza della provincia di cui si ritrovava guida, preferendo dedicarsi a migliorare decisamente l'apparato bellico e la produzione agricola provinciale. Il successo del suo operato gli valse il soprannome di "Governatore modello" e allo Shanxi di "Provincia modello" dall'esterno.

### Coinvolgimento nella Spedizione del Nord

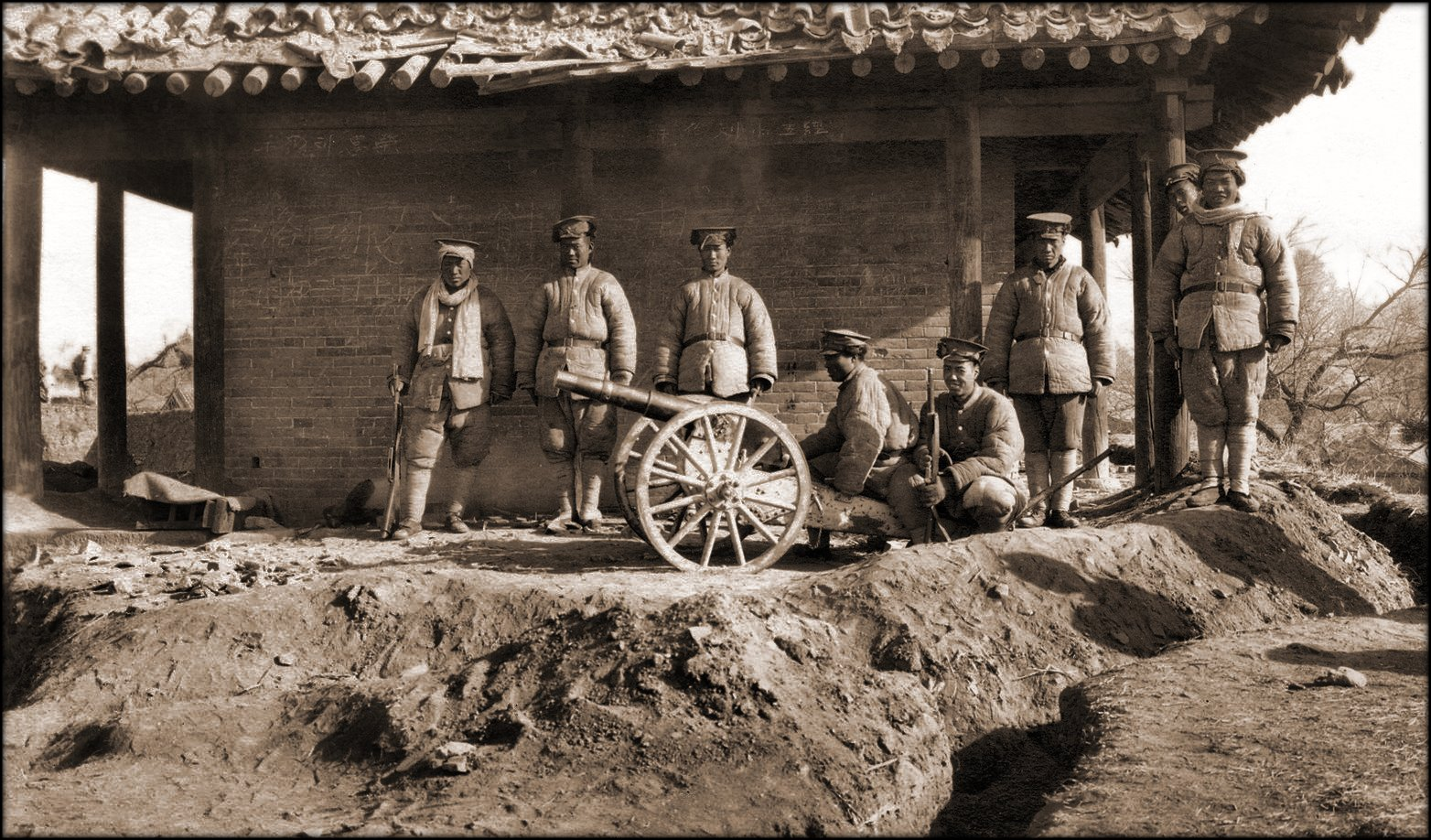
Soldati di Yan Xishan a Liaozhou (ora contea di Zuoquan), nel 1925 durante la guerra contro il signore della guerra dello Henan Fan Zhongxiu.

Per mantenere la neutralità dello Shanxi e risparmiarlo da seri scontri militari con signori della guerra rivali, Yan sviluppò una strategia di alleanze mutevoli tra varie cricche in guerra, inevitabilmente unendosi solo alle parti vincenti. Sebbene fosse molto più debole di molti signori della guerra che lo circondavano, spesso manteneva gli equilibri di potere tra i rivali vicini, e anche quelli che tradiva esitavano a vendicarsi contro di lui nel caso in cui avessero avuto bisogno delle sue forze in futuro.
All'inizio della Spedizione del Nord nel 1926 Yan inizialmente osteggiò l'Esercito Rivoluzionario Nazionale del Kuomintang ma cambiò schieramento l'anno seguente giurando fedeltà al governo nazionalista di Chiang Kai-shek, per salvarsi dalla minaccia della Cricca del Fengtian guidata dal potente signore della guerra mancese Zhang Zuolin. Nel maggio 1928 fece muovere il suo esercito contro Pechino, che occupò il mese successivo.
La partecipazione di Yan ai massacri anticomunisti (Yan era un ardente anticomunista) insieme ai nazionalisti durante la Spedizione del Nord, fu notata da Chiang che per questo gli permise di estendere la sua influenza anche allo Hebei.

### Era nazionalista

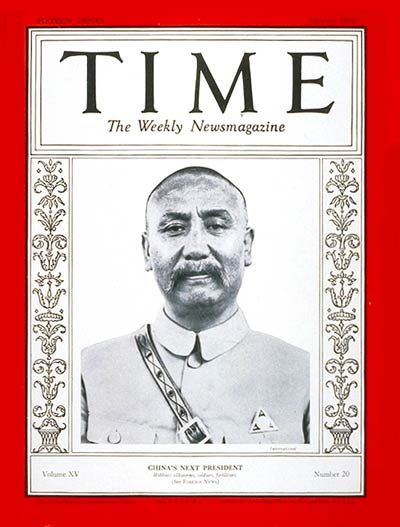
Yan Xishan - "Il prossimo presidente della Cina".

La sua fedeltà venne a mancare tuttavia nel 1929 quando si unì a Li Zongren, Feng Yuxiang e Wang Jingwei nella coalizione di alti ufficiali del Kuomintang e signori della guerra ostili al governo dittatoriale di Chiang.
A seguito però della vittoria del Generalissimo nella successiva Guerra delle Pianure centrali del 1930, rientrò tra le sue file.
Dopo un breve ritiro agli inizi degli anni '30, tornò attivo nello Shanxi per proseguire con le riforme sociali e militari per impedire le infiltrazioni comuniste.
Nel 1936 sostenne il rapimento di Chiang da parte di Zhang Xueliang nell'ambito dell'Incidente di Xi'an.

### Seconda guerra sino-giapponese
Durante la seconda guerra sino-giapponese combatté duramente contro l'invasore nipponico per impedire che conquistasse anche lo Shanxi. I giapponesi tentarono almeno cinque volte di trattare con Yan affinché si unisse a loro nel governo collaborazionista come Wang Jingwei ma egli rimase fedele alla sua Patria.
Per combattere i giapponesi Yan acconsentì di fare una tregua con i comunisti, liberandoli in massa dalle prigioni e permettendogli di circolare per lo Shanxi, anche a politici e generali importanti come Zhou Enlai e Zhu De, il quale prese il comando di una sezione dell'esercito della provincia. Yan fondò per l'occasione un quartier generale comunista a Taiyuan.
Durante la guerra i giapponesi si resero responsabili di numerosi massacri nello Shanxi e dopo la caduta di Taiyuan nel novembre 1937, Yan guidò la resistenza sulle montagne.
A quel punto però iniziò ad avere un atteggiamento ambiguo. Infatti se da una parte fu lodato da politici e militari sia nazionalisti che comunisti tra cui Mao Zedong per la sua eccezionale tenacia a resistere all'invasore, dall'altra a partire dal 1940 iniziò a intavolare accordi segreti con il Giappone, (a cui era rimasto sempre legato), per impedire che la sua terra uscisse devastata dalla guerra e rimanervi al potere e combattere di nuovo i comunisti.
A partite dal 1943 i suoi rapporti si fecero sempre più frequenti e dal 1944 Yan ricominciò attivamente la guerra anticomunista con il supporto giapponese.

### Guerra civile cinese

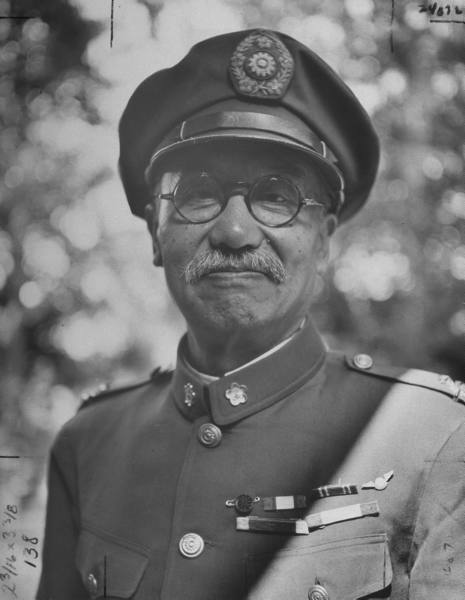
Yan Xishan nel 1947.

Nonostante l'iniziale collaborazione contro i giapponesi, Yan riprese subito le armi contro i comunisti nel 1946 all'inizio della seconda fase della guerra civile cinese. A quel tempo tantissimi suoi soldati erano nientemeno che giapponesi già reclutati durante la seconda guerra mondiale e rimasti nel territorio cinese sotto il comando nazionalista dopo la fine delle ostilità.
Le sue forze combatterono strenuamente per fermare il nemico, come durante la Campagna Shangdang.
Con la guerra ormai a favore dei comunisti, Yan raccontò ai giornalisti che se anche la capitale Taiyuan fosse caduta, lui e i suoi sostenitori si sarebbero suicidati ingurgitando capsule di cianuro, piuttosto che vedere lo Shanxi cadere in mano comunista. Dopo la caduta di Taiyuan nell'aprile 1949 alla fine dell'omonima campagna molti sostenitori si suicidarono veramente mentre Yan fuggì con l'oro della provincia. Riparò a Formosa (Taiwan), l'ultimo baluardo scelto da Chiang Kai-shek contro l'avanzata comunista, con tutto il governo nazionalista.
A Taiwan Yan fu primo ministro e ministro della Difesa nazionale ma si trattava in realtà di posizioni con pochi poteri effettivi.

### Gli ultimi anni

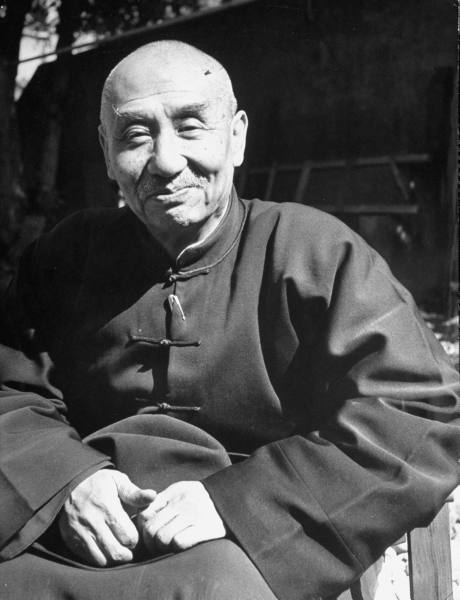
Yan si ritirò dalla vita pubblica nel 1950. Trascorse gran parte della sua carriera in pensione, analizzando questioni politiche contemporanee e promuovendo il suo pensiero.

Gli ultimi anni di Yan furono segnati dalla delusione e dalla tristezza. Dopo aver seguito Chiang a Taiwan, godette del titolo di "consigliere anziano" del Generalissimo, ma in realtà era una posizione completamente senza potere. Chiang molto probabilmente nutrì per lungo tempo un grande rancore nei confronti di Yan a causa della sua inattività alla fine della guerra civile. In più di un'occasione Yan chiese di poter andare in Giappone ma gli fu sempre impedito di lasciare Taiwan.
Yan fu abbandonato da tutti, tranne per una manciata di seguaci, e trascorse la maggior parte dei suoi ultimi anni a scrivere libri di filosofia, storia ed eventi contemporanei, che spesso traduceva in inglese. La sua tarda prospettiva filosofica è stata descritta come "utopismo confuciano anticomunista e anticapitalista". Diversi mesi prima della guerra di Corea, Yan pubblicò un libro, Pace o Guerra mondiale, in cui predisse che la Corea del Nord avrebbe invaso la Corea del Sud, che la Corea del Sud sarebbe stata rapidamente travolta e che gli Stati Uniti sarebbero intervenuti in suo supporto e che la Cina comunista invece sarebbe intervenuta in supporto della Corea del Nord. Tutti questi eventi in effetti si verificarono nel corso della guerra di Corea.
Yan morì a Taipei il 24 maggio 1960. Fu sepolto nella sezione Qixingjun del Parco nazionale Yangmingshan. Per decenni la residenza e la tomba di Yan sono stare curate da un piccolo numero di ex aiutanti, che lo avevano accompagnato dallo Shanxi. Nel 2011, quando l'ultimo dei suoi ex assistenti compì 81 anni e non fu più in grado di occuparsi della residenza, la responsabilità del mantenimento del sito è stata presa in carico dal governo della Città di Taipei.